# PCtipp
Der PCtipp ist die meistverkaufte und meistgelesene Schweizer PC-Zeitschrift. Als PCtip erschien sie erstmals 1994 als IT-Beilage der Zürcher Tageszeitung Tages-Anzeiger in Kooperation mit dem IT-Fachverlag IDG – zunächst einmal pro Quartal, später 10 Mal pro Jahr. Die Beilage wurde grösser, machte sich 1997 selbständig und wurde vom IT-Fachverlag IDG alleine herausgegeben. Seit dem Redesign anlässlich der Ausgabe 10/2003 wird die Zeitschrift PCtipp (mit zwei p) geschrieben. Inzwischen erscheint der PCtipp 14 Mal pro Jahr – inklusive zweier Spezialhefte zu Themenschwerpunkten wie etwa Fotografie, Android oder Top 100 Produkte. Das Magazin hat eine WEMF-beglaubigte Auflage von 46'034 (Vj. 48'419) verkauften bzw. 52'157 (Vj. 56'535) verbreiteten Exemplaren und eine Reichweite von 205'000 (Vj. 217'000) Lesern (WEMF MACH Basic 2018-II) vor allem in der Deutschschweiz, aber auch im deutschsprachigen Ausland.
Im Juli 2015 wurde die IDG Communications AG von der Verlagsgruppe Ebner Ulm übernommen und in die Neue Mediengesellschaft Zürich AG umfirmiert. Sie ist nicht nur Herausgeberin von PCtipp und dem B2B-Magazin Computerworld, sondern unterhält auch die gleichnamigen Computerportale pctipp.ch, computerworld.ch sowie onlinepc.ch.
Nach wie vor verzichtet der PCtipp bewusst auf das sonst übliche Hochglanzpapier der Computermagazine; die Monatszeitschrift wird auf gewöhnlichem Zeitungspapier etwa im DIN-A4-Format gedruckt. Die Beiträge sind praxisorientiert, als Zielpublikum wird der etwas anspruchsvollere «Otto-Normal-Benutzer» angesprochen.
Im Mittelpunkt der Beiträge stehen Tipps für Microsoft Windows, Microsoft Office, Smartphones, sowie für Android oder iOS und verschiedene Windows- oder andere Software; aber auch Apple Macintosh und Linux werden berücksichtigt. Daneben gibt es Tipps und Tricks sowie Kaufberatung rund um Internet, E-Mail und Digitalfotografie, Tablets und Smartphones. Schliesslich werden Produkte-Neuvorstellungen, Produkte-Tests und Kaufhilfen behandelt.
Sämtliche im Heft vorgestellte Gratis-Software ist auf der Website zum Herunterladen verfügbar oder wird zum Originalhersteller verlinkt. Auch werden sporadisch PDF-Seiten aus dem PCtipp-Archiv zum Download angeboten.